# Silphotrupes escorialensis opaculus
Silphotrupes escorialensis opaculus é uma subespécie de insetos coleópteros polífagos pertencente à família Geotrupidae.
A autoridade científica da subespécie é Reitter, tendo sido descrita no ano de 1893.
Trata-se de uma subespécie presente no território português.